# Meßdorf
Meßdorf este o comună din landul Saxonia-Anhalt, Germania.